# Myles Brand
Myles David Brand (* 17. Mai 1942 in Brooklyn; † 16. September 2009 in Indianapolis) war ein amerikanischer Hochschul- und Sportfunktionär. Er fungierte von 1989 bis 1994 als Präsident der University of Oregon und von 1994 bis 2002 in gleicher Position an der Indiana University. Anschließend leitete er bis zu seinem Tod die amerikanische Hochschulsportvereinigung National Collegiate Athletic Association (NCAA). Schwerpunkt seines sport- und hochschulpolitischen Wirkens waren der Einsatz für eine ausgewogene Rolle des Sports im amerikanischen Hochschulsystem und die Betonung der Bedeutung akademischer Bildung von Hochschulsportlern.

## Leben
Myles Brand wurde 1942 in Brooklyn geboren und erwarb 1964 am Rensselaer Polytechnic Institute einen Bachelor-Abschluss in Philosophie. Drei Jahre später promovierte er an der University of Rochester. Anschließend war er bis 1972 an der University of Pittsburgh tätig, bevor er an die University of Illinois at Chicago wechselte, an der er von 1972 bis 1980 die Abteilung für Philosophie leitete. Nach seinem Wechsel an die University of Arizona leitete er dort von 1981 bis 1983 ebenfalls die Philosophische Abteilung sowie von 1983 bis 1986 als Dekan die Fakultät für Sozial- und Verhaltenswissenschaften. Von 1986 bis 1989 fungierte er als Provost und Vizepräsident für akademische Angelegenheiten an der Ohio State University. Im Jahr 1989 wurde er Präsident der University of Oregon, an der er bis 1994 tätig war. Im gleichen Jahr wurde er Präsident der Indiana University, einer Hochschule mit rund 100.000 Studenten an neun Standorten.
Während seines Wirkens an der Indiana University kam es unter anderem zur Privatisierung des Universitätsklinikums sowie zur Einrichtung des Fachbereichs Informatik. Darüber hinaus initiierte er eine sehr erfolgreiche Werbekampagne zur Steigerung des Stiftungsvermögens sowie zur Ausweitung der öffentlichen und privaten Forschungsförderung der Hochschule. Als kontrovers galt seine Entscheidung im September 2000, den populären und mit drei gewonnenen Landesmeisterschaften sehr erfolgreichen Trainer der Basketball-Mannschaft der Universität Bobby Knight nach 29 Jahren zu entlassen. Hauptgrund für diese Entscheidung, die zu Protesten in der Studentenschaft führte, waren wiederholte Vorwürfe von Spielern über körperliche Misshandlungen durch den Trainer. Obwohl er wegen dieser Entscheidung an Ansehen bei den Studenten und den Alumni der Indiana University verlor, prägten die dadurch ausgelöste öffentliche Diskussion sowie eine Rede im Jahr 2001, in der er unter dem Titel „Academics First: Reforming Intercollegiate Athletics“ zu einer Umgestaltung des Hochschulsportsystems aufrief, seine Wahrnehmung als Befürworter einer ausgewogenen Gewichtung von sportlichen und akademischen Zielen anstelle einer Priorisierung von sportlichen Erfolgen.
Im Oktober 2002, rund zwei Jahre nach der Entlassung von Bobby Knight, wurde Myles Brand zum Präsidenten der amerikanischen Hochschulsportvereinigung National Collegiate Athletic Association (NCAA) ab Januar 2003 ernannt. Er war der erste ehemalige Universitätspräsident in dieser Position und unterschied sich damit hinsichtlich seiner Erfahrungen grundlegend von seinem Vorgänger Cedric Dempsey, der aktiver Sportler und Trainer gewesen war. Auch als NCAA-Präsident versuchte er weiterhin, seine Auffassung zur Gewichtung von Sport und akademischer Bildung zu propagieren. So kam es unter seiner Leitung zur Einführung von Bewertungssystemen, die unter den Bezeichnungen Academic Progress Report und Graduation Success Rate sowohl eine individuelle als auch eine universitätsbezogene Kontrolle der Studienleistungen von Hochschulsportlern ermöglichen und zu verschiedenen Disziplinarmaßnahmen gegen Hochschulen führten, deren Sportler unterdurchschnittliche Studienleistungen aufwiesen. Er stärkte auch die Rolle der Universitätspräsidenten gegenüber den Sportdirektoren der Hochschulen bei Entscheidungen der NCAA und setzte sich darüber hinaus gegen die Verwendung von Maskottchen und Mannschaftsnamen mit Bezug zu indianischen Traditionen ein.
Myles Brand verstarb im September 2009 in Indianapolis an Bauchspeicheldrüsenkrebs, nachdem erst im Januar des Jahres seine Erkrankung öffentlich bekannt geworden war. Er war zweimal verheiratet und Vater eines Sohnes. 

## Auszeichnungen
Die City University of Hong Kong (2002), das Florida Southern College (2003), die Indiana University (2009), die University of Notre Dame (2009), das Babson College (2009) und das Franklin & Marshall College (2009) verliehen Myles Brand die Ehrendoktorwürde. Darüber hinaus wurde er 2009 vom amerikanischen Hochschulverband American Council on Education für sein Lebenswerk mit einem Distinguished Service Award ausgezeichnet.